# Trio Wanderer
Pour les articles homonymes, voir Wanderer.
Le Trio Wanderer est un trio avec piano de musique de chambre français créé par trois étudiants du Conservatoire national supérieur de musique et de danse de Paris en 1987.

## Formation
Le Trio Wanderer est constitué du violoniste Jean-Marc Phillips-Varjabédian (à partir de 1995 en remplacement de Guillaume Sutre), du violoncelliste Raphaël Pidoux et du pianiste Vincent Coq. Le trio a pris ce nom en hommage à Franz Schubert. Les trois musiciens se forment auprès de grands maîtres comme Jean-Claude Pennetier, Menahem Pressler du Beaux Arts Trio ou les membres du Quatuor Amadeus. Le trio remporte de nombreux concours internationaux dont le concours international de musique de l'ARD de Munich et le concours Fischoff (en) aux États-Unis.

## Carrière
Le Trio Wanderer s'est produit à la Philharmonie de Berlin, au théâtre des Champs-Élysées de Paris, au Musikverein de Vienne, au Wigmore Hall de Londres, à la Salle d'Hercule (de) de Munich, au Teatro Municipal de Rio de Janeiro, au Palao de la Musica de Barcelone, à la Scala de Milan, à la Grande Salle Tchaïkovski de Moscou, à la bibliothèque du Congrès de Washington, à la Frick Collection de New York, au Concertgebouw d'Amsterdam, au Kioi Hall de Tokyo, à l'Opéra de Pékin, à la Tonhalle de Zurich et dans les festivals de Salzbourg, d’Édimbourg, de Montreux, de Feldkirch, du Schleswig Holstein, de la Roque d'Anthéron, de l'Épau, de Stresa, de Granada, d'Osaka, à La Folle Journée de Nantes, au Schwetzinger Festspiele, au Rheingau Musiksommer.
L'ensemble a joué avec de nombreux orchestres dont l’Orchestre Philharmonique de Radio-France, l'Orchestre National de France, les orchestres de Toulouse, Nice, Montpellier, Liège, d'Ile de France, des Pays de Loire, de Teneriffe, Santiago de Chile, La Coruna, le RSO de Berlin, le Malaysian Philharmonia Orchestra, l’Orquesta Sinfónica de Minería, le Sinfonia Varsovia, le Grazer Philharmoniker Orchester, le Stockholm Chamber Orchestra, le Gürzenich-Orchester de Cologne... sous la direction de Yehudi Menuhin, Christopher Hogwood, James Loughran, François-Xavier Roth, Marco Guidarini, Ken-David Masur, José Areán, Charles Dutoit ou encore James Conlon.
Le Trio Wanderer a créé plusieurs œuvres contemporaines, les Lettres mêlées de Thierry Escaich en 2004, les Huit moments musicaux de Bruno Mantovani et Lichtspüren de Frank Michael Beyer en 2008 et le Chant de l'Isolé de Philippe Hersant pour trio, orchestre à cordes et cloches en 2014.
La discographie du Trio Wanderer comporte plus de vingt enregistrements, principalement pour Harmonia Mundi mais aussi Sony Classical, Capriccio, Cyprès, Accord-Universal et Mirare. 
Cette discographie a été à de nombreuses reprises récompensée par la presse: Diapason d'Or de l'Année et Midem Classical Award pour les Trios de Brahms, Choc du Monde la Musique de l'Année et Critic's Choice de Gramophone pour les trios de Haydn, Chamber Music CD of the Month du BBC Magazine pour les trios de Schubert... Leur enregistrement des trios de Mendelssohn a été choisi comme version de référence par le New York Times lors du bicentenaire de la naissance du compositeur en 2011.
Par ailleurs, le trio a reçu trois Victoires de la musique classique et en 2015 ses trois membres ont été nommés au  grade de Chevalier des Arts et des Lettres.
Depuis 2010, Vincent Coq est professeur de musique de chambre à la Haute École de musique de Lausanne. Jean-Marc Phillips-Varjabédian et Raphaël Pidoux sont respectivement professeurs de violon et de violoncelle au Conservatoire national supérieur de musique et de danse de Paris depuis 2015. Le Trio Wanderer dirige par ailleurs une classe de trio avec piano en vue de la préparation de concerts et de concours internationaux au Conservatoire à rayonnement régional de la Ville de Paris et enseigne chaque année aux master classes des ensembles en résidence du Festival de La Roque-d'Anthéron.

## Discographie partielle
- Dvořák, Trio op. 65 et op. 90 Dumky (Harmonia Mundi)
- Brahms, Trio op. 8 (version 1864)  et Quatuor avec piano op. 60 avec Christophe Gaugué alto (Harmonia Mundi)
- Gabriel Fauré, Gabriel Pierné, Trio op. 120 et op. 45 (Harmonia Mundi)
- Arenski, Tchaïkovsky, Trio op. 32 et op. 50 (Harmonia Mundi)
- Mantovani, Huit Moments Musicaux et autres pièces avec Claire Désert,  piano (Mirare)
- Beethoven, Intégrale des trios avec piano (Harmonia Mundi)
- Liszt, Smetana, Tristia, Élégies, Trio op. 15 (Harmonia Mundi)
- Fauré, Quatuor avec piano op. 15 & op. 45 Antoine Tamestit, alto (Harmonia Mundi)
- Escaich, Martinů, Debussy, Bartok, Lettres Mêlées avec Paul Meyer clarinette, Emmanuel Pahud flûte et François Leleux hautbois (Accord - Universal)
- Beethoven, Haydn, Pleyel, Folksongs avec Wolfgang Holzmair, Baryton (Cyprès)
- Messiaen, Quatuor pour la Fin du Temps avec Pascal Moraguès, clarinette (Harmonia Mundi)
- Mendelssohn, Trios op. 49 & op. 66 (Harmonia Mundi)
- Johannes Brahms, Trios op. 8, 87, 101, Quatuor op. 25 avec Christophe Gaugué, alto (Harmonia Mundi)
- Camille Saint-Saëns, Trios op. 18 & op. 92 (Harmonia Mundi)
- Dimitri Chostakovitch, Aaron Copland, Trios op. 8 & 67, Vitebsk (Harmonia Mundi)
- Bohuslav Martinů, Concert et Concertino avec le Gürzenich Kölner Philharmoniker, James Conlon dir. (Capriccio)
- Ludwig van Beethoven, Triple Concerto op. 56 avec le Gürzenich Kölner Philharmoniker, James Conlon dir. (Chant du Monde)
- Schubert, Hummel, Quintette op. 114, Quintette op. 87 avec Christophe Gaugué, alto, Stéphane Logerot, contrebasse (Harmonia Mundi)
- Schubert, Intégrale des trios avec piano (Harmonia Mundi)
- Franz Joseph Haydn, Trios Hob. XV: 27, 28, 29, 25 (Harmonia Mundi)
- Maurice Ravel, Ernest Chausson, Trio en la, Trio op. 3 (Harmonia Mundi)
- Bedřich Smetana, Antonín Dvořák, Trio op.12, Trio op. 90 "Dumky" (Sony Classical)
- Mendelssohn, Trios op. 49 & op. 66 (Sony Classical)

## Récompenses (sélection)
[réf. souhaitée]
- 1988 : Concours ARD de Munich
- 1990 : Fischoff Chamber Music Competition aux États-Unis
- 1997 : Victoires de la musique classique
- 2000 : Victoires de la musique classique[1]
- 2002 : Choc de l'année du Monde de la musique
- 2006 : Diapason d'or de l'année[2]
- 2007 : Midem Classical Award[2]
- 2008 : BBC Magazine CD of the Month,
- 2009 : Victoires de la musique classique[3]

## Décoration
- Chevalier de l'ordre des Arts et des Lettres (2015)Nommés tous les 3